# La Métamorphose d'Imhotep
La Métamorphose d'Imhotep est le 8e album de la série de bande dessinée Papyrus de Lucien De Gieter. L'ouvrage est publié en 1985.

## Synopsis
Non loin du complexe de Saqqarah, un cimetière souterrain renferme des ibis momifiés et au milieu, un sarcophage de prêtre... Or Papyrus recherche la tombe du prêtre architecte Imhotep, le constructeur de la pyramide à degrés du pharaon Djéser.

## Prix
- 1986 : Alfred Enfant du festival d'Angoulême